# Église Saint-Étienne de Boissy-Fresnoy
L'église Saint-Étienne est située à Boissy-Fresnoy, dans l'Oise. Elle est affiliée à la paroisse Notre-Dame-de-la-Visitation du Haudouin.

## Galerie d'images

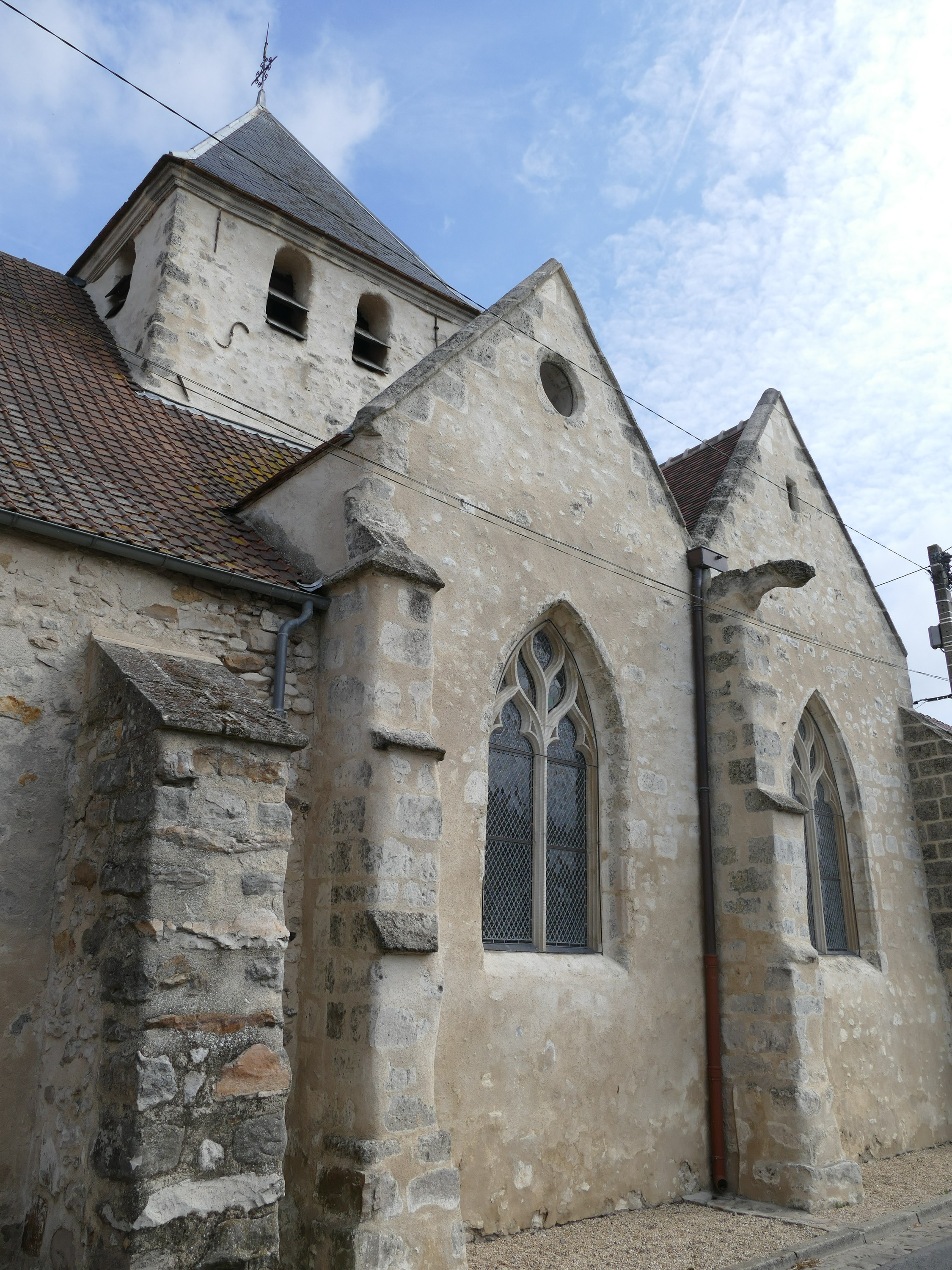
Le flanc.
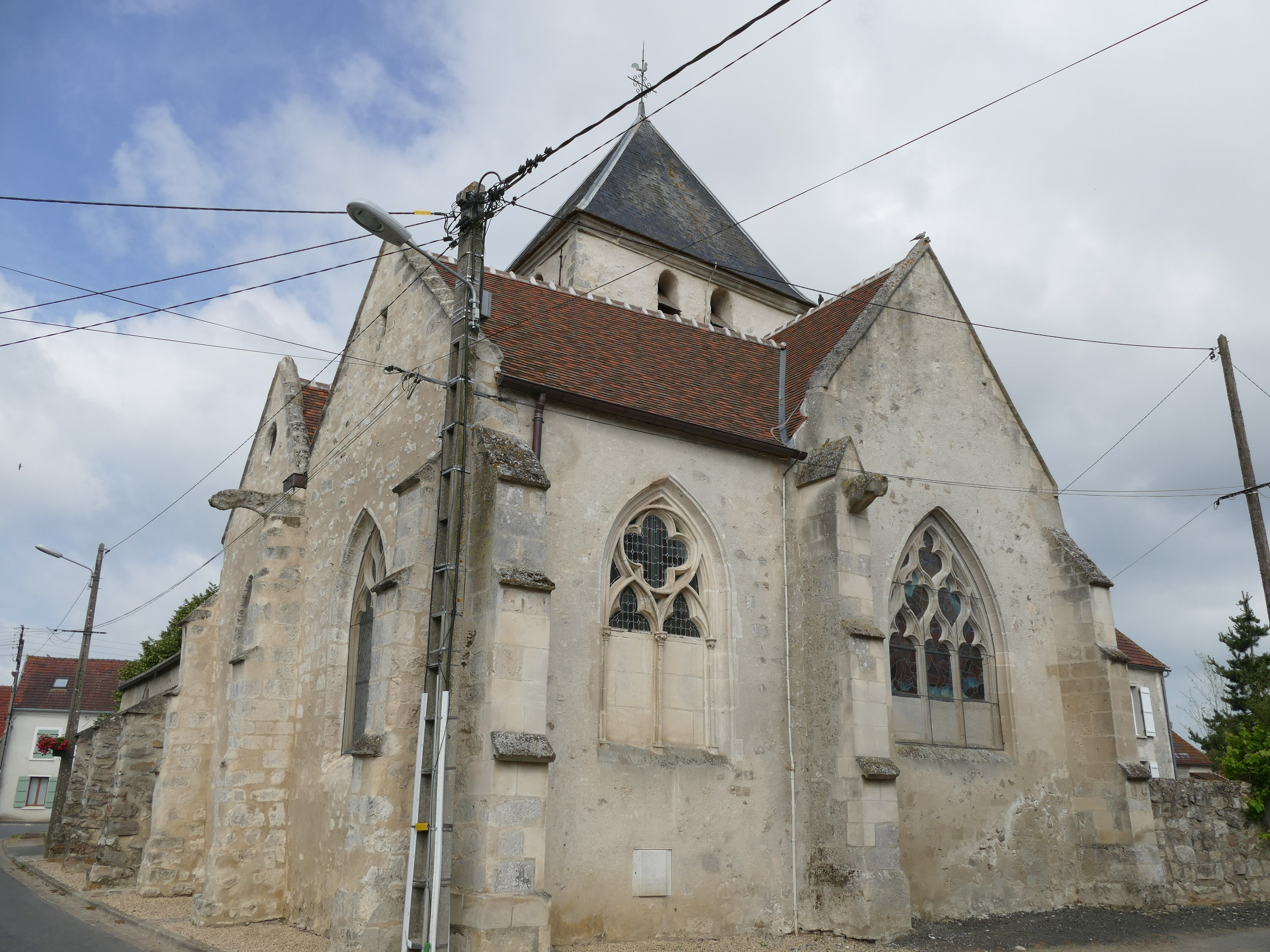
L'abside.
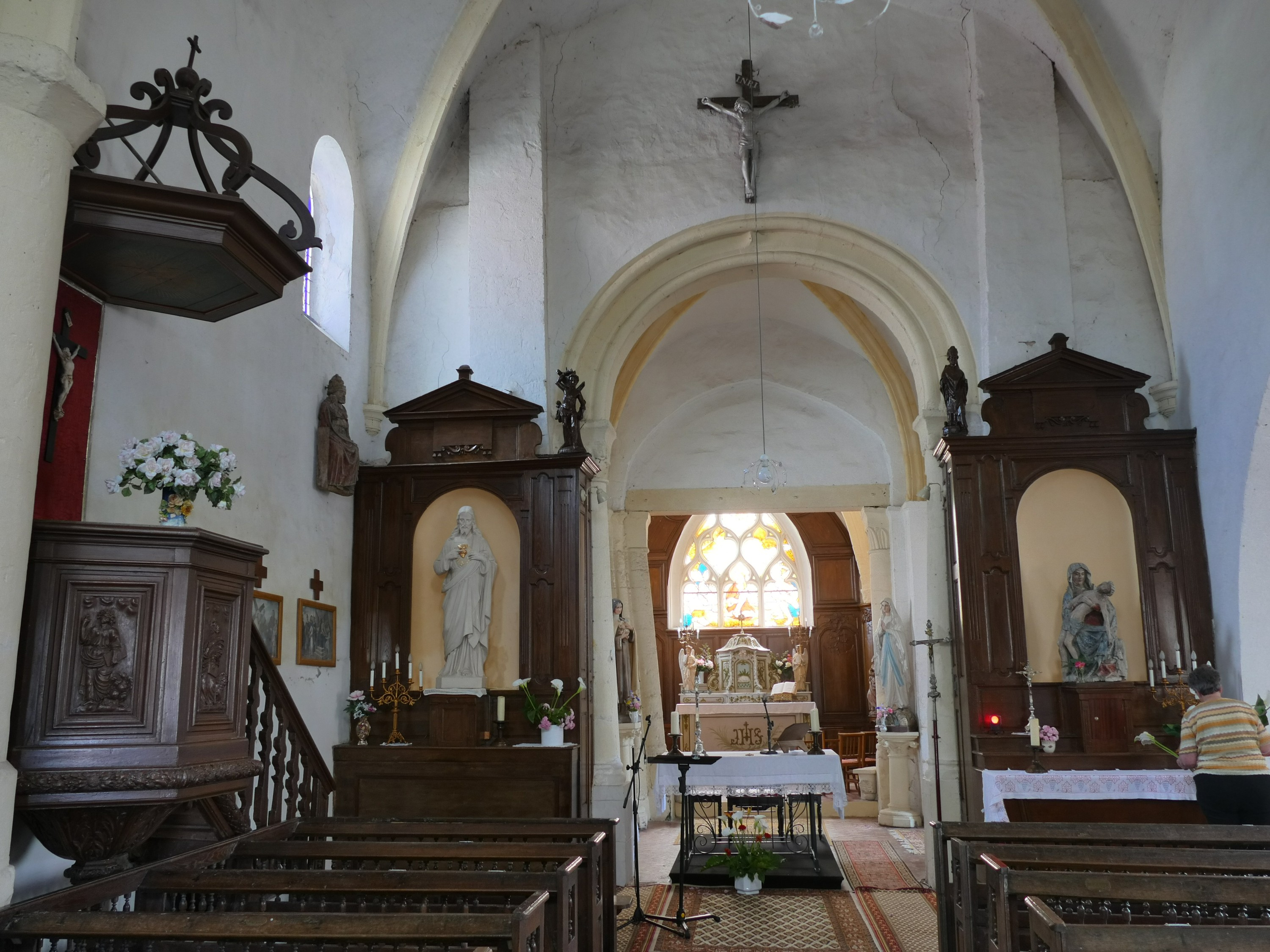
La nef.
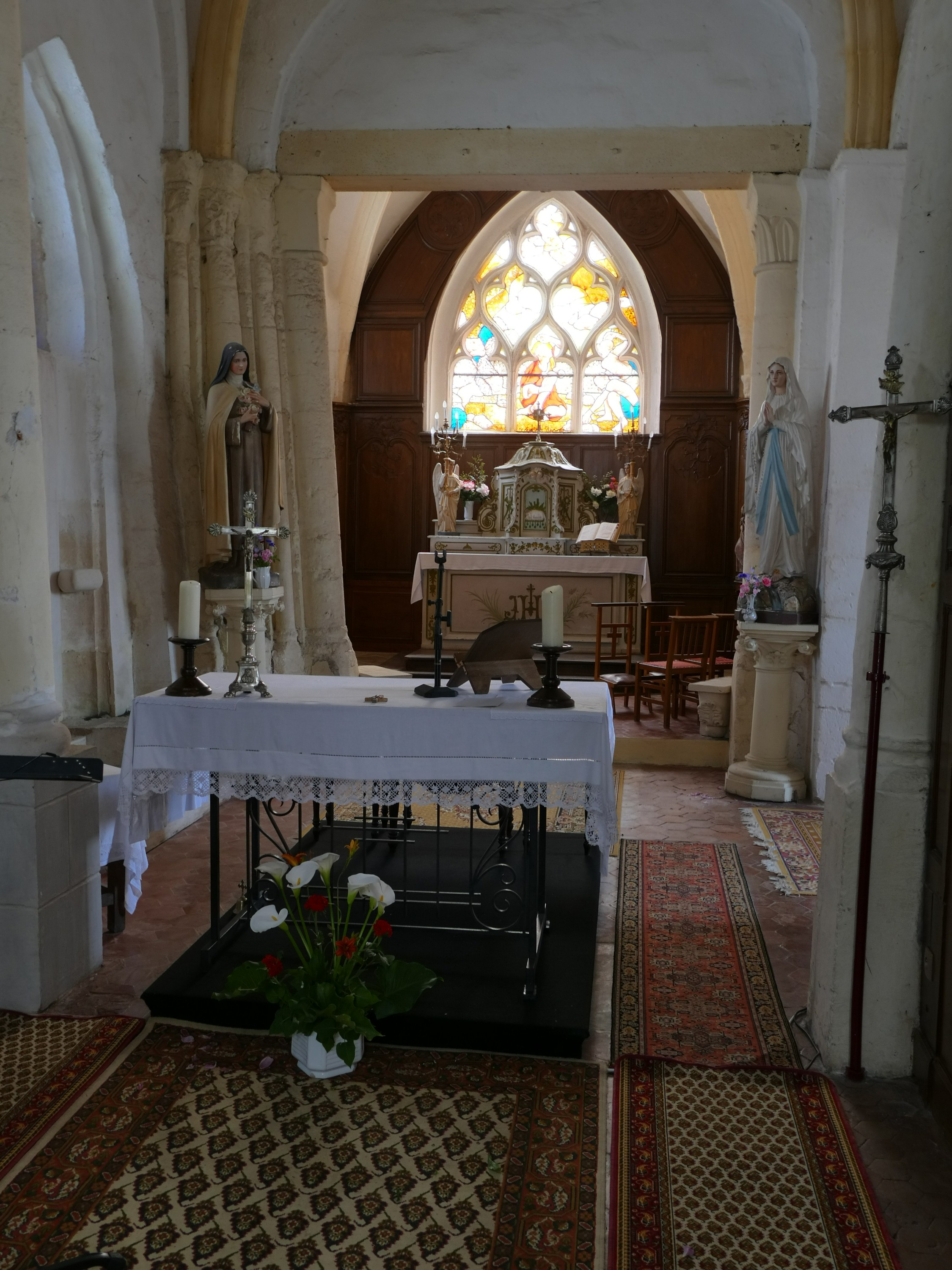
Le chœur.
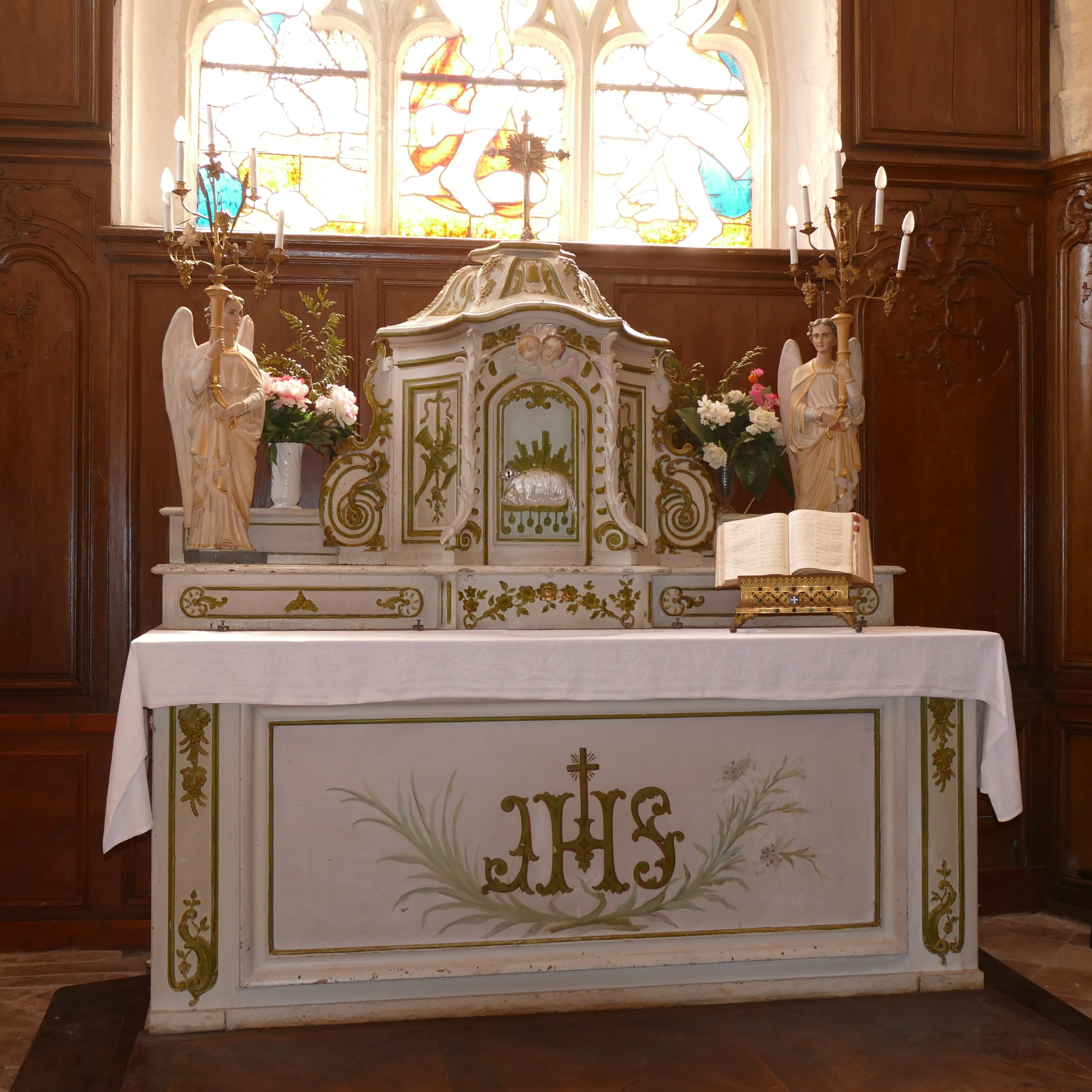
L'autel.
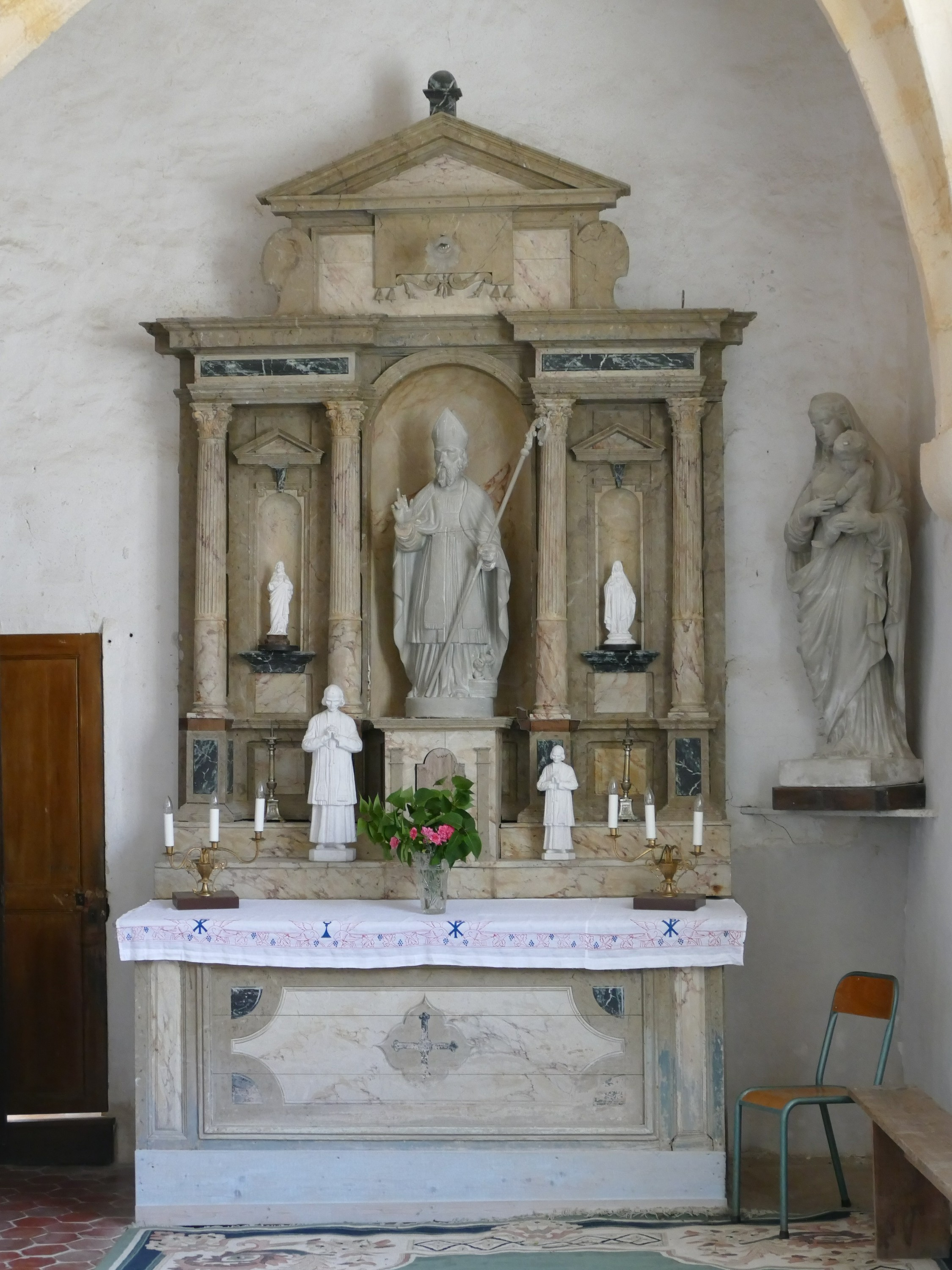
Autel latéral.
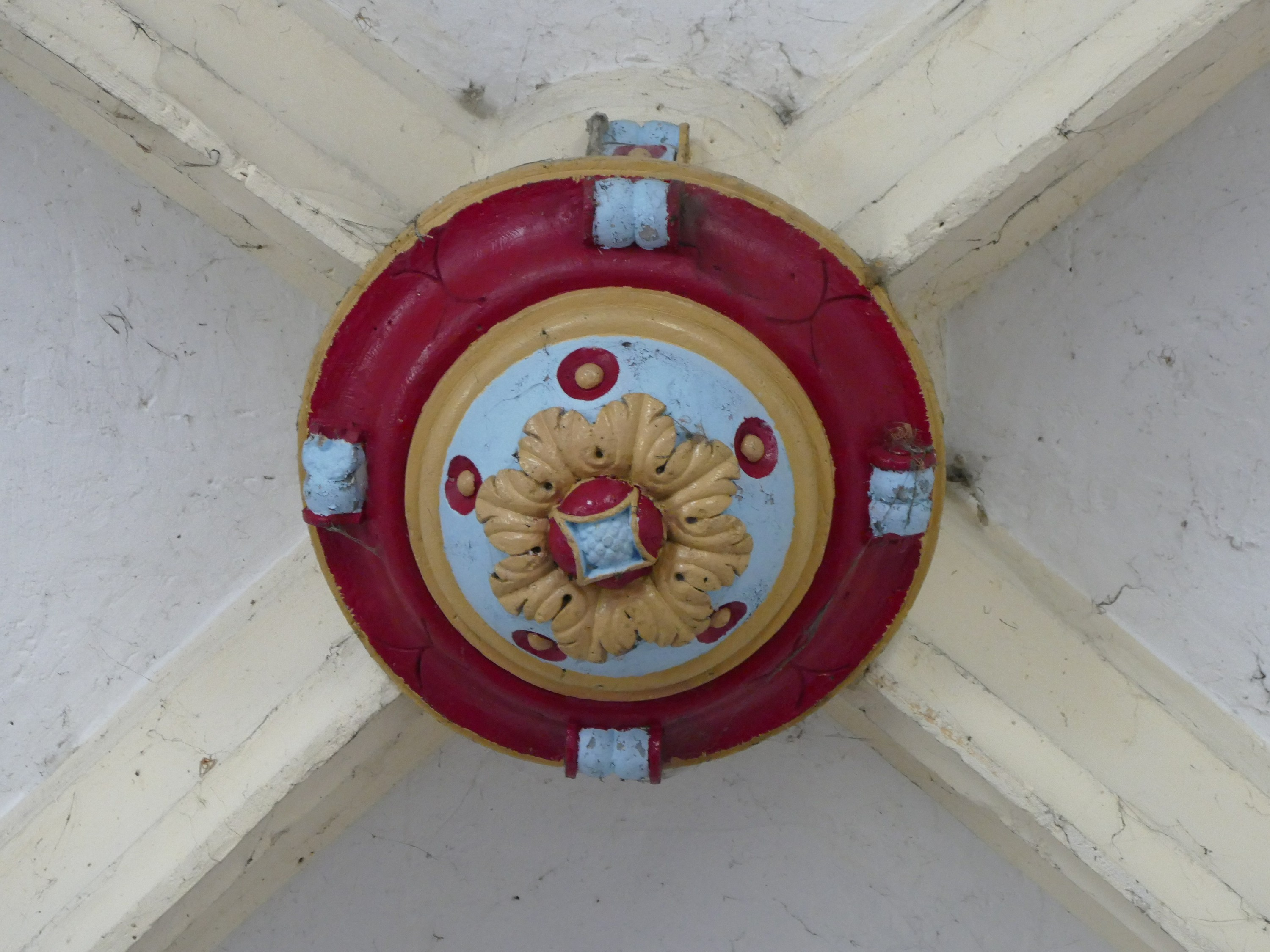
Clé de voûte.